# Rokitóc
Rokitóc (szlovákul: Rokytovce, ukránul: Rokitovec) község Szlovákiában, az Eperjesi kerület Mezőlaborci járásában.

## Fekvése
Mezőlaborctól közúton 7 km-re, légvonalban 2 km-re nyugatra fekszik.

## Története
A település első említése 1437-ben történt „Rakythocz” alakban. Részben az izbugyai, részben a homonnai uradalomhoz tartozott. 1656-tól a Szirmay család birtoka volt. 1715-ben 8 lakatlan és 10 lakott háza létezett. 1787-ben 40 házában 275 lakos élt.
A 18. század végén Vályi András így ír róla: „ROKITÓCZ. Rokitovcze. Tót falu Zemplén Várm. földes Ura Szirmay Uraság, lakosai ó hitüek, fekszik Kraszni Brodhoz közel, veres agyagos határja 2 nyomásbéli, kevés zabot, tatárkát, és krompélyt terem, erdeje van, szőleje nints, piatza Sztropkón.”
1828-ban 43 háza volt 323 lakossal.
Fényes Elek 1851-ben kiadott geográfiai szótárában így ír a faluról: „Rokitócz, orosz falu, Zemplén vmegyében, 320 g. kath., 5 zsidó lak., 581 h. szántófölddel. Ut. p. Komarnyik.”
Borovszky Samu monográfiasorozatának Zemplén vármegyét tárgyaló része szerint: „Rokitócz, ruthén kisközség. Van 47 ház és 288 gör. kath. vallású lakosa. Postája, távírója és vasúti állomása Mezőlaborcz. A XV. században, a mikor a Zbugyaiak voltak az urai, Rojkitó, majd Roykythó alakban van említve. Később lett Rokithó, majd Rokitócz. A homonnai uradalomhoz tartozott s újabbkori urai a XVII. század második felétől kezdve a Szirmayak voltak. Most XXIV. Reuss herczegnek van itt nagyobb birtoka. Gör. kath. temploma 1824-ben épült.”
1920 előtt Zemplén vármegye Mezőlaborci járásához tartozott.

## Népessége
| Év:            | 1994. | 2004.   | 2014.   | 2024. |
| -------------- | ----- | ------- | ------- | ----- |
| Emberek száma: | 185   | 186     | 200     | 156   |
| Eltérés:       |       | +0,54 % | +7,52 % | -22 % |

| Év:            | 2023. | 2024.   |
| -------------- | ----- | ------- |
| Emberek száma: | 158   | 156     |
| Eltérés:       |       | -1,26 % |

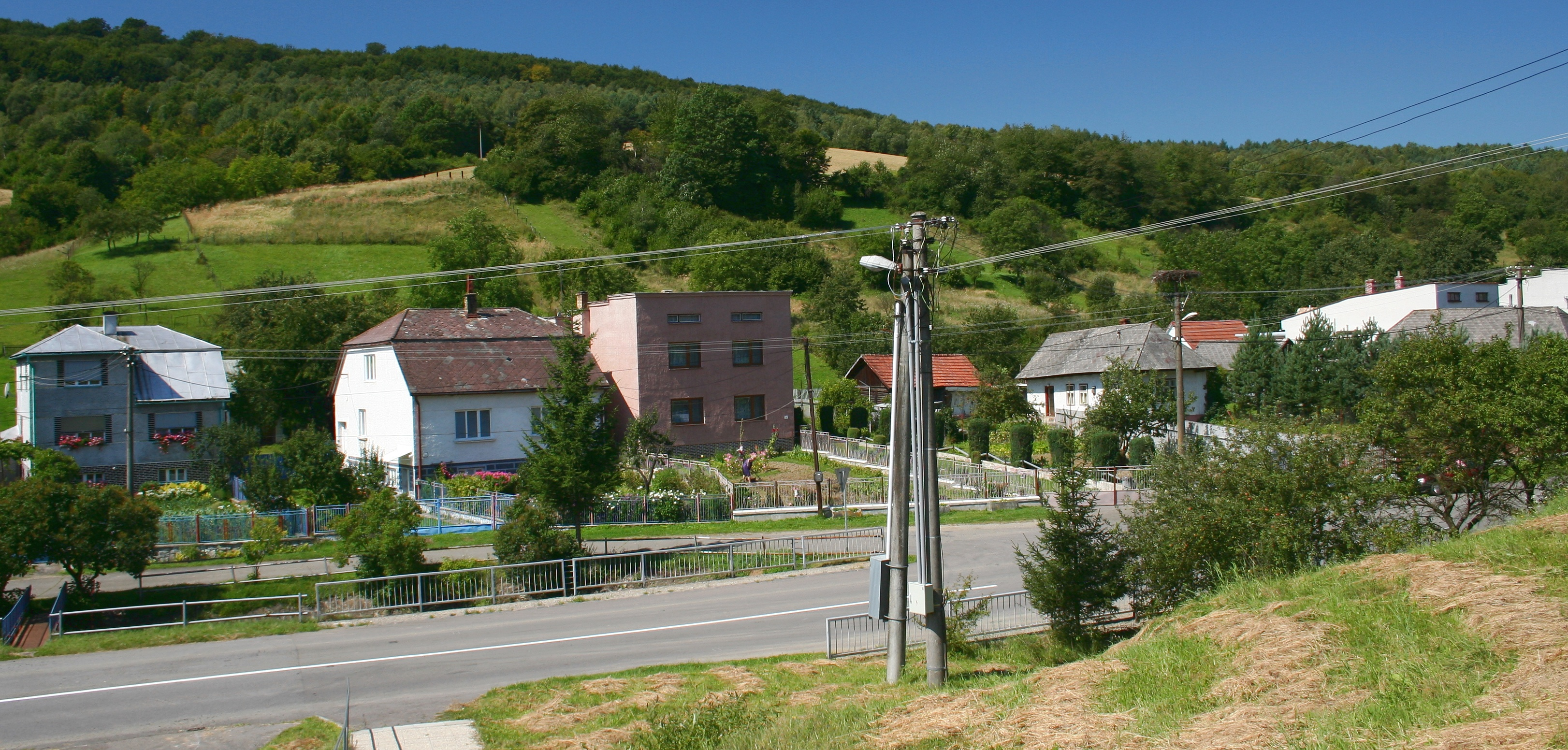
Rokitóc-utcarészlet

1910-ben 277, túlnyomórészt ruszin lakosa volt.
2001-ben 191 lakosából 119 ruszin, 56 szlovák és 14 ukrán volt.
2011-ben 200 lakosából 140 ruszin és 43 szlovák.

## Nevezetességei
Görögkatolikus temploma 1824-ben épült.

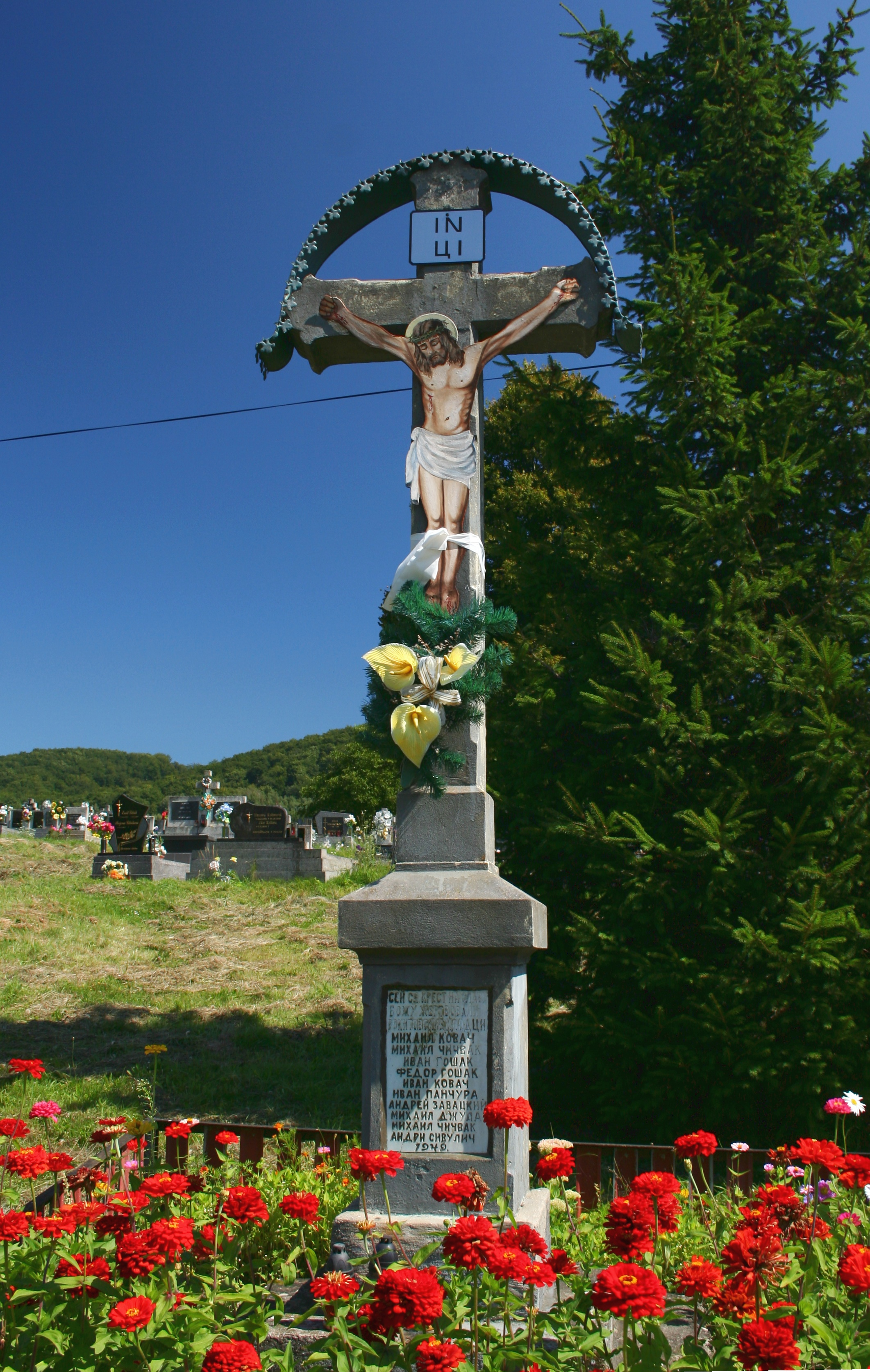
Temetői kereszt